# Antrocephalus ceylonicus
Antrocephalus ceylonicus är en stekelart som beskrevs av T.C. Narendran 1989. Antrocephalus ceylonicus ingår i släktet Antrocephalus och familjen bredlårsteklar.
Artens utbredningsområde är:
- Filippinerna.
- Sri Lanka.

Inga underarter finns listade i Catalogue of Life.